# Río Nida
El río Nida es un corto río de la Polonia central, un afluente del río Vístula (cerca de Nowy Korczyn), por la izquierda, con una longitud de 151 km (29.º en longitud del país) y una cuenca hidrográfica de 3.865 km². Dentro de esta cuenca está un área protegida, llamada Parque paisajístico de Nida. Entre las ciudades recorridas por el Nida se encuentran:
- Radków
- Oksa
- Sobków
- Pińczów
- Wiślica
- Nowy Korczyn